# Samozrejmý svet
Samozrejmý svet je osmé studiové album Miroslava Žbirky, které v roce 1994 vydalo hudební vydavatelství Popron Music.

## Seznam skladeb
1. „Samozrejmosť“
2. „Zima, zima“
3. „Zlodejka snov“
4. „Obluda deň“
5. „Oči ako láska“
6. „Chytil som závislosť“
7. „Láska zmizla“
8. „Svitanie“
9. „Myslím len na teba“
10. „Nech si kto chce čo chce vraví“
11. „Zlé správy“
12. „Linda“
13. „Mám ťa rád“
14. „Of Course“
15. „Tuším, že som zlyhal“
16. „Biela hmla“